# Pibanga jacareacanga
Pibanga jacareacanga är en skalbaggsart som beskrevs av Maria Helena M. Galileo och Martins 1995. Pibanga jacareacanga ingår i släktet Pibanga och familjen långhorningar. Inga underarter finns listade i Catalogue of Life.